# Patty Orue
Patricia Orue (Asunción, 21 de julio de 1986), más conocida como Patty Orue, es una modelo, locutora de radio, presentadora de televisión e influencer paraguaya.

## Biografía
Nació en Asunción, Paraguay el 21 de julio de 1986 y vivió en Concepción hasta la edad de 4 años para luego volver a su ciudad natal, donde actualmente reside. Tiene tres hermanos: Gustavo, Ada y Martín. Está casada con Diego Viveros con quien tiene una hija (Emma). Sus padres son: Myriam y Críspulo Orue. Inició en el modelaje a la edad de 17 años.

## Trayectoria
Por lo que más ha destacado es por su faceta de modelo, adquirida gracias a su participación en "Miss Tanga Paraguay 2005". La modelo Ana Ríos, había renunciado al título tras enfadarse con el periódico Popular, organizador del evento, ya que dicha empresa publicó fotos que le parecieron indiscretas a la modelo. En su lugar, asumió el título la primera princesa, que en aquel entonces era Patty Orue.
En el modelaje ha sido protagonista de múltiples pasarelas de moda latinoamericanas, dando el salto internacional gracias a la celebración de la Copa América 2011, donde su afán por el fútbol la ha llevado a ser una de las protagonistas en las gradas como su compatriota, Larissa Riquelme, siendo inclusive bautizada por la prensa como "la novia de la Copa América". Como modelo, ha realizado numerosas producciones fotográficas para muchas importantes revistas, entre ellas la Revista H.
Participó como concursante en el reality Baila conmigo Paraguay en 2010.
En 2016, condujo junto con Kike Casanova el reality televisivo, Yo me llamo (Paraguay)".
Condujo también el programa televisivo TeleMbopi junto con Bicho Riveros.
En 2017, es presentadora del programa televisivo transmitido por la señal de Telefuturo, Vive la Tarde y locutora del programa de radio Dale Palma transmitido por la señal de radio Palma FM.